# غشيوة (صفصاف)
غشيوة هي إحدى مشيخات المملكة المغربية، تتبع جغرافيا لإقليم سيدي قاسم وإداريًا لصفصاف. يقدر عدد سكانها بـ 11939 نسمة حسب الإحصاء الرسمي للسكان والسكنى لسنة 2004.